# Чехословацкие легионы
Чехослова́цкие легио́ны — добровольческие чешские и словацкие формирования, принимавшие участие в Первой мировой войне, Гражданской войне и интервенции в России на стороне Антанты.
Чехословацкие формирования первоначально именовались просто чешскими и чехословацкими частями и корпусом. Термин «легионы» (такое употребление характерно для французского языка) стал использоваться в литературе вскоре после окончания Великой войны.

## История
Выступая на стороне Антанты, легионеры рассчитывали на её поддержку провозглашения самостоятельности чешских и словацких земель Австро-Венгрии.
Добровольческие чехословацкие части формировались в России (батальоны, полки, бригады, дивизии, корпус), Франции (рота) и Италии. Часть будущих легионеров была призвана в армию Австро-Венгрии и только позже в ходе боевых действий попала в плен, дезертировала и перешла на сторону Антанты. Патриотически настроенные легионеры хотели вести войну до разгрома Центральных держав, так как только это позволяло надеяться на образование государств чехов и словаков.

«Эта была большая работа, в России, но замечательная; мы возвращались домой не с голыми руками, у нас было что-то настоящее, своё, наша армия, первая, настоящая, пускай экстерриториальная, часть нашего будущего государства».— Т. Масарик